# Bobby Allain
Bobby Allain (Clamart, 28 novembre 1991) è un calciatore francese, portiere del Grenoble.

## Biografia
Nato a Clamart, in Francia da padre francese e madre scozzese. Suo zio Zavier Perez era anche lui un calciatore.
I genitori di Allain sono sordi. Nel tempo libero fa l'allenatore dei portieri della nazionale della Francia di calcio per sordi.

## Carriera
Ha iniziato la sua carriera prima nel Montrouge e poi all'ACBB nel 2010 si trasferisce in Scozia al Clyde con la quale non riesce a giocare a causa di alcuni infortuni. L'anno dopo ritorna in Francia giocando prima all'Ivry e poi al Red Star.
Nel 2016 fa il salto di qualità trasferendosi al Digione giocando nelle riserve. 
Esordisce in prima squadra il 31 ottobre 2018 in Coupe de la Ligue contro il Caen. Il 5 dicembre successivo esordisce in Ligue 1 nella vittoria per 2-1 sul Guingamp.

## Palmarès

### Club

#### Competizioni nazionali
- Campionato greco: 1

Olympiakos: 2019-2020
- Coppa di Grecia: 1

Olympiakos: 2019-2020